# Dobbeltlogaritmisk papir
Dobbeltlogaritmisk papir er funktionspapir, hvorpå der er tegnet et koordinatsystem. Begge koordinatsystemets akser er logaritmiske, så grafen for en potensfunktion danner en ret linje. Man kan således se, om en funktion er en potensfunktion ved at tegne støttepunkter til grafen på dobbeltlogaritmisk papir. Jo nærmere punkterne ligger ved en ret linje, jo mere "potent" er funktionen.

## Bog
- Hebsgaard, Thomas m.fl. (1989): Matematik Grundbog 2. Forlaget Trip, Vejle. ISBN 87-88049-13-2 s. 85-92